# Rondogalago
De Rondogalago (Paragalago rondoensis) is een zoogdier uit de familie van de galago's (Galagidae). De wetenschappelijke naam van de soort werd voor het eerst geldig gepubliceerd door Honess in Kingdon in 1997.

## Voorkomen
De soort komt voor in Tanzania. Populaties van de Rondogalago zijn bekend in acht geïsoleerde stukken bos in het oosten van Tanzania.